# 불이익변경금지의 원칙
|                                                                     |
| 형사소송법                                                          |
| 이념과 구조                                                         |
| 무죄 추정의 원칙 · 자백배제법칙 · 전문법칙                          |
| 증거보전청구권 · 형사보상청구권 · 독수독과이론                      |
| 실체적 진실주의 · 적정절차 · 신속한 재판의 원칙                     |
| 진술거부권 · 접견교통권 · 증거개시제도                              |
| 열람등사권 · 위법수집증거배제법칙                                   |
| 법원                                                                |
| 제척 · 기피 · 회피 · 관할 · 파기환송 · 파기이송 · 파기자판 · 법관   |
| 피고인과 변호인                                                     |
| 피고인 · 변호인 · 성명모용자 · 공동피고인 · 국선변호인 · 법정대리인 |
| 검사                                                                |
| 기소독점주의 · 검사 동일체의 원칙                                   |
| 수사                                                                |
| 함정수사 · 불심검문 · 임의동행 · 동행요구 · 사법경찰관              |
| 구속                                                                |
| 구속영장 · 체포영장                                                 |
| 증거법                                                              |
| 정황증거 · 전문증거 · 진술조서 · 진술서 · 실황조사서 · 검증조서     |
| 진술 · 증인                                                         |
| 재판                                                                |
| 공소장 · 공소장일본주의                                             |
| 고소 · 고발 · 고소불가분의 원칙 · 자수                              |
| 상소                                                                |
| 항소, 상고 & 비상상고                                               |
| 다른 7법 영역                                                       |
| 헌법 · 민법 · 형법                                                  |
| 민사소송법 · 형사소송법 · 행정법                                    |
| 포털: 법 · 법철학 · 형사정책                                        |
| v • d • e • h                                                       |

불이익변경금지의 원칙(不利益變更禁止의 原則)이란 소송법 상의 원칙으로 피고인이 상소한 사건이나 피고인을 위하여 상소한 사건에 대하여는 원심판결의 형보다 중한 형을 선고할 수 없다는 원칙을 뜻한다.

## 근거
피고인이 중형변경의 위험 때문에 상소를 단념하는 것을 방지함으로써 피고인의 상소권을 보장한다는 정책적 이유가 있다.

## 적용범위

### 피고인이 상소한 사건
피고인이 제338조 제1항에 의하여 피고인만 상소한 사건을 말하며 다만 검사와 피고인의 쌍방이 상소한 경우에도 검사의 상소가 기각된 때에는 피고인만 상소한 경우와 같으므로 이 원칙이 적용된다.

### 피고인을 위하여 상소한 사건
형사소송법 제340조와 제341조가 규정하는 당사자 이외의 상소권자가 상소한 사건을 말한다.

### 상고한 사건
항소심 뿐만 아니라 상고심에도 적용된다.

#### =정식재판의 청구
형사소송법 제457조의 2(형종상향의 금지등) 규정신설에 의해 약식명령에서 벌금형을 선고하였다면 정식재판청구절차에서 그보다 중한 형종인 징역형을 선고할수는 없으나 더 많은 벌금형을 선고할 수 있게 됨

### 소송비용
소송비용의 부담은 형이 아니고 실질적인 의미에서 형에 준하여 평가되어야 할 것도 아니므로 불이익변경금지원칙이 적용되지 않는다.

## 대상
형의 선고에 한하며 여기서 형이란 형의 종류에 엄격히 제한되는 것이 아니라, 실질적으로 피고인에게 형벌과 같은 불이익을 주는 처분을 모두 포함한다. 판례는 주문을 개별적, 형식적으로 고찰할 것이 아니라 전체적 실질적으로 고찰하여 그 형의 경중을 판단하여야 할 것이라고 판시하였다.
형의 경중을 비교함에 있어 형의 추가와 종류의 변경, 집행유예와 선고유예의 삭제와 기간의 연장, 몰수, 추징과 미결구금일수의 산입, 형과 치료감호 등이 검토된다.

## 판례

### 형사판례
- 형의 집행유예의 판결은 소정 유예기간을 특별한 사유없이 경과한 때에는 그 형의 선고의 효력이 상실되나 형의 집행면제는 그 형의 집행만을 면제하는데 불과하여, 전자가 후자보다 피고인에게 불이익한 것이라 할 수 없다[4]

- 불이익한가의 여부는 형에 관하여 비교판단되어야 하고 그 형이 선고됨으로 인하여 다른 법규에 의해 초래될 수 있는 모든 법적, 경제적 불이익을 비교판단하여야 하는 것은 아니며, 그 원칙의 적용상 변경 전후의 형의 비교에 있어서는 불이익 여부를 개별적, 형식적으로 고찰할 것이 아니라 전체적, 실질적으로 고찰하여 결정하여야 한다[5]

- 불이익변경금지의 원칙은 피고인의 상소권 또는 약식명령에 대한 정식재판청구권을 보장하려는 것으로서, 피고인만이 또는 피고인을 위하여 상소한 상급심 또는 정식재판청구사건에서 법원은 피고인이 같은 범죄사실에 대하여 이미 선고 또는 고지받은 형보다 중한 형을 선고하지 못한다는 원칙이다. 이러한 불이익변경금지의 원칙을 적용할 때에는 주문을 개별적·형식적으로 고찰할 것이 아니라 전체적·실질적으로 고찰하여 그 경중을 판단하여야 하는데, 선고된 형이 피고인에게 불이익하게 변경되었는지 여부는 일단 형법상 형의 경중을 기준으로 하되, 한 걸음 더 나아가 병과형이나 부가형, 집행유예, 노역장 유치기간 등 주문 전체를 고려하여 피고인에게 실질적으로 불이익한가에 의하여 판단하여야 한다[6].

- 제1심이 실체적 경합범 관계에 있는 공소사실 중 일부에 대하여 재판을 누락한 경우, 항소심으로서는 당사자의 주장이 없더라도 직권으로 제1심의 누락부분을 파기하고 그 부분에 대하여 재판하여야 한다. 다만, 피고인만이 항소한 경우라면 불이익변경금지의 원칙에 따라 제1심의 형보다 중한 형을 선고하지 못한다.[7]

### 민사판례
- 소각하판결보다 청구기각판결이 원고에게 불리하기 때문에 불이익변경금지원칙상 청구기각판결이 허용되지 않고 항소기각판결을 하여야 한다[8]
- 항소심이 청구기각판결을 하여야 할 사건에 대하여 소각하판결을 하였으나 원고만이 상고한 경우, 소를 각하한 항소심판결을 파기하여 원고에게 더 불리한 청구기각판결을 할 수는 없으므로, 항소심판결을 그대로 유지하지 않을 수 없다[9]
- 금전채무불이행의 경우에 발생하는 원본채권과 지연손해금채권은 별개의 소송물이므로, 불이익변경에 해당하는지 여부는 원금과 지연손해금 부분을 각각 따로 비교하여 판단하여야 하는 것이고, 별개의 소송물을 합산한 전체 금액을 기준으로 판단하여서는 아니 된다( 대법원 2005. 4. 29. 선고 2004다40160 판결 등 참조). 위 법리와 기록에 비추어 보면, 제1심에서 인용된 원금채권 33,775,000원에 대하여 원고가 항소하지 아니하고 피고만 항소였음에도 원심이 피고에게 그보다 많은 원금 35,000,000원의 지급의무가 있다고 판단한 것은 불이익변경 금지의 원칙에 대한 법리를 오해한 것으로서 위법하다.[10]

## 같이 보기
- 상소
- 형사소송법